# Jan Zahradil
Jan Zahradil est un homme politique tchèque né le 20 mars 1963 à Prague, membre du Parti démocratique civique.

## Biographie

### Carrière professionnelle
Après des études de chimie de 1981 à 1987, Jan Zahradil a été chercheur à l'Institut de génie chimique de Prague entre 1988 à 1992.

### Carrière politique
En 1992, Jan Zahradil a été élu à l'Assemblée fédérale de la République fédérale tchèque et slovaque, mandat qu'il occupe jusqu'à la dissolution de la Tchécoslovaquie en 1993. Après avoir été conseiller du premier ministre Václav Klaus de 1993 à 1995, il est redevenu député en 1998, mandat qu'il a cette fois occupé jusqu'en 2004.
Il a été élu député européen lors des élections européennes de 2004, puis réélu en 2009 et en 2014. D'abord membre du groupe du Parti populaire européen, il a rejoint en 2009, avec l'ensemble des élus de son parti, les Conservateurs et réformistes européens, dont il a été vice-président jusqu'en 2014. Il est membre de la commission du commerce international depuis 2009.

## Prises de position
Jan Zahradil a fait des déclarations controversées blanchissant les critiques du Parlement européen sur la situation des droits de l'homme en Azerbaïdjan. Ces critiques sont reprises dans trois résolutions du Parlement Européen réalisées au cours de la période 2015-2018. Il a qualifié ces résolutions de « résolutions à la vue courte, unilatérales et partiales » et a affirmé que l'Azerbaïdjan est une « victime de jeux politiques ».  
En avril 2018, une enquête de l'APCE a révélé que l'Azerbaïdjan avait aveuglé plusieurs membres de l'APCE, mettant en jeu la fameuse diplomatie du caviar pour calmer et apaiser les critiques à son encontre. Ces membres ont fait l'objet de sanctions. Commentant ces événements, Zahradil a déclaré : « Le Conseil de l'Europe a pris des décisions unilatérales et partiales à l'égard de l'Azerbaïdjan et cela devrait être aboli. »